# 塚原俊郎
塚原 俊郎（つかはら としお、1910年10月2日 - 1975年12月7日）は、日本の政治家。総理府総務長官・労働大臣。正三位勲一等。通商産業大臣を務めた塚原俊平は長男。

## 来歴・人物
現在の茨城県常陸太田市に、下妻中学校（現在の茨城県立下妻第一高等学校）や太田中学校（現在の茨城県立太田第一高等学校）などの校長を歴任し、茨城教育界で名校長として知られた教育者・塚原末吉の二男として生まれる。水戸中学校（現在の茨城県立水戸第一高等学校）、水戸高等学校を経て、1935年東京帝国大学文学部社会学科を卒業後、同盟通信社に入社し10年間の記者生活を送る。
戦後は官界に転じ、情報局情報官、内務省地方局世論調査課長を務めた後、1947年増田甲子七運輸大臣秘書官となる。1949年（昭和24年）、第24回衆議院議員総選挙に民主自由党から旧茨城2区にて立候補し当選する。以後連続10回当選。党内では当選同期の麻生太賀吉・福永健司らとともに、いわゆる「吉田茂側近グループ」の一員であった。
保守合同後は佐藤栄作派－福田赳夫派に所属する。建設政務次官、衆院予算委員長、自由民主党広報委員長を経て、1966年第1次佐藤内閣第3次改造内閣にて総理府総務長官として初入閣する。1970年には党国会対策委員長として、幹事長の保利茂とともに「沖縄国会」を成功裡に導く。1972年の第3次佐藤内閣改造内閣時、問題発言で引責辞任した原健三郎の後任として労働大臣に就任。
また、1951年のサンフランシスコ平和条約の調印にあたっては、随員として出席した。党関係では、情報部長、副幹事長、広報委員長を務めた。
議員在職中の1975年12月7日、茨城県那珂湊市公会堂で開かれた自由民主党県連那珂湊支部拡大総会で演説中、急性心不全を発症して演壇上に倒れ、救命措置などがとられたが同日死亡した。65歳没。死没日付をもって正三位勲一等に叙された。追悼演説は同年12月12日の衆議院本会議で、石野久男により行われた。
地盤は長男の塚原俊平が引き継ぎ、翌1976年の第34回衆議院議員総選挙で当選して以降連続8期にわたって議員に在職したが、俊平も父と同様に議員在職中の1997年12月に心筋梗塞を発症し50歳の若さで死去している。